# Австралийская пятнистая макрель
Австралийская пятнистая макрель (лат. Scomberomorus munroi) — вид рыб семейства скумбриевых. Обитают в тропических водах восточной части Индийского океана и центрально-западной и юго-западной частях Тихого океана между 6° ю. ш. и 38° ю. ш. и между 110° в. д. и 157° в. д. Океанодромные рыбы, встречаются на глубине до 100 м. Максимальная длина тела 104 см. Представляют незначительный интерес для коммерческого промысла.

## Ареал
Австралийская пятнистая макрель обитает у северного побережья Австралии от Скал Хаутмана, Западная Австралия, до Кофс-Харбор и Кемпси, Новый Южный Уэльс, и у южных берегов Папуа Новая Гвинея. Подходят близко к берегу в районе Квинсленда с декабря по апрель-май. Эти эпипелагические неретические рыбы держатся в открытом море на глубине до 100 м. Совершают миграции протяжённостью до 1100 км и длительностью до 228 дней.

## Описание
У австралийских пятнистых макрелей удлинённое веретеновидное тело, тонкий хвостовой стебель с простым килем. Зубы ножевидной формы. Голова короткая. Длина рыла короче оставшейся длины головы. Имеются сошниковые и нёбные зубы. Верхнечелюстная кость не спрятана под предглазничную. 2 спинных плавника разделены небольшим промежутком. Боковая линия слегка изгибается по направлению к хвостовому стеблю. Брюшной межплавниковый отросток маленький и раздвоенный. Зубы на языке отсутствуют. Тело покрыто мелкой чешуёй. Количество жаберных тычинок на первой жаберной дуге 10—12. Позвонков 50—52. В первом спинном плавнике 20—22 колючих лучей, во втором спинном 17—20 и в анальном плавнике 17—19 мягких луча. Позади второго спинного и анального плавников пролегает ряд из 8—10 и 9—10 более мелких плавничков, помогающих избегать образования водоворотов при быстром движении. Грудные плавники образованы 21—23 лучами. Плавательный пузырь отсутствует. Передняя половина первого спинного плавника окрашена в чёрный цвет. Спина сине-стального цвета. Щеки и брюхо серебристо-белые. Внешний край груных плавников тёмно-синего цвета. Анальный плавник серо-белый. Мелкие плавнички серо-серебристые. Бока серебристые, покрыты рядами бледных пятнышек размер которых превышает диаметр зрачка, но меньше глаза. Первый спинной плавник чёрный. Максимальная зарегистрированная длина 104 см, масса — 10,2 кг. Средняя длина не превышает 50—80 см, а масса 4,5 кг.

## Биология
Пелагическая стайная рыба. Самцы и самки достигают половой зрелости при длине тела 52 см и 60 см в возрасте 1—2 года. Рацион состоит в основном из мелких рыб (анчоусов, сардин), а также креветок и кальмаров. У берегов Квинсленда нерест происходит с августа по октябрь, пик приходится на сентябрь. Первые три года жизни молодь быстро растёт. Самки растут быстрее и в целом достигают большего размера. Продолжительность поколения 3—4 года.

## Взаимодействие с человеком
Австралийскую пятнистую макрель промышляют тралами, дрифтерными сетями и крючковыми орудиями лова. В Австралии ценится как промысловая рыба. Международный союз охраны природы присвоил виду охранный статус «Близкий к уязвимому положению».